# بيرد
بيرد (بالإنجليزية: Baird)‏ هي مدينة أمريكية تقع في ولاية تكساس في مقاطعة كالاهان، تبلغ مساحة هذه المدينة 7 (كم²)،ويبلغ عدد سكانها 1623 نسمة حسب أحصاء السكان عام 2010 م. تشير إحصاءات عام 2000 بأن الكثافة السكانية في هذه المدينة تقدر بـ(239) نسمة/كم2.

## التركيبة السكانية
حدّد مكتب تعداد الولايات المتحدة بيانات التركيبة السكانية لبيرد في تعداد الولايات المتحدة. في ما يلي، التركيبة السكانية حسب تعدادي 2000 و2010.

### تعداد عام 2000
بلغ عدد سكان بيرد 1,623 نسمة بحسب تعداد عام 2000، وبلغ عدد الأسر 677 أسرة وعدد العائلات 429 عائلة مقيمة في المدينة. في حين سجلت الكثافة السكانية 229.9 نسمة لكل كيلومتر مربع (595.4/ميل2). وبلغ عدد الوحدات السكنية 806 وحدة بمتوسط كثافة قدره 114.2 لكل كيلومتر مربع (295.8/ميل2).
وتوزع التركيب العرقي للمدينة بنسبة 90.51% من البيض و0.18% من الأمريكيين الأفارقة و0.31% من الأمريكيين الأصليين و0.74% من الأمريكيين ذوي الأصول الآسيوية و0.06% من سكان جزر المحيط الهادئ و7.09% من الأعراق الأخرى و1.11% من عرقين مختلطين أو أكثر و13.43% من الهسبانيون أو اللاتينيون من أي عرق.
بلغ عدد الأسر 677 أسرة كانت نسبة 30.9% منها لديها أطفال تحت سن الثامنة عشر تعيش معهم، وبلغت نسبة الأزواج القاطنين مع بعضهم البعض 49.6% من أصل المجموع الكلي للأسر، ونسبة 9.3% من الأسر كان لديها معيلات من الإناث دون وجود شريك، بينما كانت نسبة 4.4% من الأسر لديها معيلون من الذكور دون وجود شريكة وكانت نسبة 36.6% من غير العائلات. تألفت نسبة 33.7% من أصل جميع الأسر من عدة أفراد يعيشون في نفس المنزل ونسبة 19.8% كانت تتألف من شخص يعيش بمفرده يبلغ من العمر 65 عاماً أو أكثر. وبلغ متوسط حجم الأسرة المعيشية 2.32، أما متوسط حجم العائلات فبلغ 2.96.
بلغ العمر الوسطي للسكان 41.1 عاماً. وكانت نسبة 23.4% من القاطنين تحت سن الثامنة عشر، وكانت نسبة 7% بين الثامنة عشر والرابعة والعشرين عاماً، ونسبة 24.2% كانت واقعةً في الفئة العمرية ما بين الخامسة والعشرين والرابعة والأربعين عاماً، ونسبة 24% كانت ما بين الخامسة والأربعين والرابعة والستين، ونسبة 18.3% كانت ضمن فئة الخامسة والستين عاماً فما فوق. يوجد لكل 100 أنثى 93.4 ذكر، ويوجد لكل 100 أنثى في الثامنة عشر من عمرها فما فوق 89.4 ذكر.
بلغ متوسط دخل الأسرة في المدينة 27,446 دولارًا، أما متوسط دخل العائلة فبلغ 35,000 دولارًا. وكان متوسط دخل الذكور 21,974 دولارًا مقابل 16,298 دولارًا للإناث. وسجل دخل الفرد الخاص بالمدينة 13,951 دولارًا. وكانت نسبة 12.3% من العائلات ونسبة 14% من السكان تحت خط الفقر، وكان من هؤلاء نسبة 18.4% تحت سن الثامنة عشر ونسبة 12.5% في الخامسة والستين من العمر وما فوق.

### تعداد عام 2010
بلغ عدد سكان بيرد 1,496 نسمة بحسب تعداد عام 2010، وبلغ عدد الأسر 648 أسرة وعدد العائلات 392 عائلة مقيمة في المدينة. في حين سجلت الكثافة السكانية 211.9 نسمة لكل كيلومتر مربع (548.8/ميل2). وبلغ عدد الوحدات السكنية 786 وحدة بمتوسط كثافة قدره 111.3 لكل كيلومتر مربع (288.3/ميل2).
وتوزع التركيب العرقي للمدينة بنسبة 92.25% من البيض و0.27% من الأمريكيين الأفارقة و0.94% من الأمريكيين الأصليين و0.53% من الأمريكيين ذوي الأصول الآسيوية و4.68% من الأعراق الأخرى و1.34% من عرقين مختلطين أو أكثر و12.23% من الهسبانيون أو اللاتينيون من أي عرق.
بلغ عدد الأسر 648 أسرة كانت نسبة 29% منها لديها أطفال تحت سن الثامنة عشر تعيش معهم، وبلغت نسبة الأزواج القاطنين مع بعضهم البعض 44.4% من أصل المجموع الكلي للأسر، ونسبة 13% من الأسر كان لديها معيلات من الإناث دون وجود شريك، بينما كانت نسبة 3.1% من الأسر لديها معيلون من الذكور دون وجود شريكة وكانت نسبة 39.5% من غير العائلات. تألفت نسبة 35.3% من أصل جميع الأسر من عدة أفراد يعيشون في نفس المنزل ونسبة 17.6% كانت تتألف من شخص يعيش بمفرده يبلغ من العمر 65 عاماً أو أكثر. وبلغ متوسط حجم الأسرة المعيشية 2.25، أما متوسط حجم العائلات فبلغ 2.91.
بلغ العمر الوسطي للسكان 45.2 عاماً. وكانت نسبة 22.4% من القاطنين تحت سن الثامنة عشر، وكانت نسبة 6.4% بين الثامنة عشر والرابعة والعشرين عاماً، ونسبة 20.9% كانت واقعةً في الفئة العمرية ما بين الخامسة والعشرين والرابعة والأربعين عاماً، ونسبة 29.1% كانت ما بين الخامسة والأربعين والرابعة والستين، ونسبة 21.2% كانت ضمن فئة الخامسة والستين عاماً فما فوق. وتوزع التركيب الجنسي للسكان بنسبة 46.8% ذكور و53.2% إناث.